# Dal

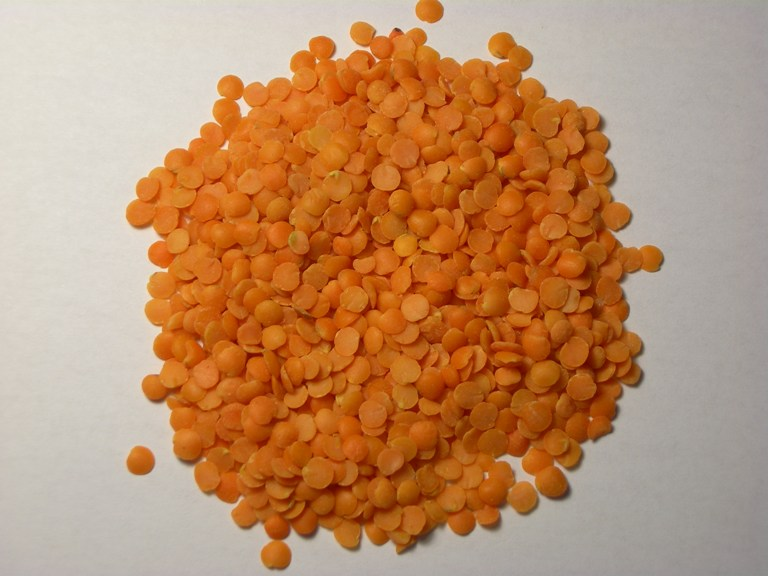
Masoor dal

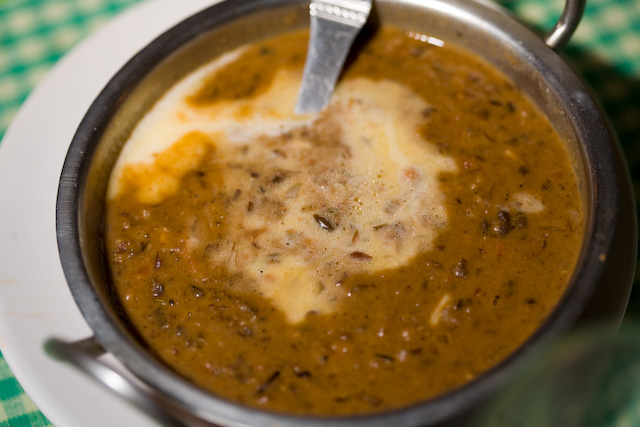
Dal makhani

O termo dal faz referência a um tipo de prato da culinária indiana, feito à base de cereais, geralmente lentilha. Tem como origem etimológica o nome dos cestos feitos de bambu que são utilizados para medir e transportar esses cereais, geralmente levados sobre as cabeças. Quase sempre vegetarianos, há dezenas de variedades de dals, como por exemplo o Bhuna Dal.